# Улица Дзержинского (Ижевск)
У́лица Дзержи́нского — одна из основных улиц Ижевска, расположенная в Индустриальном районе города. Направлена с запада на восток от перекрёстка с Буммашевской улицей, являясь продолжением Владивостокской улицы, до улицы 9 Января. Является главной центральной улицей жилого района Буммаш. Протяжённость улицы около 1,4 километра.
Нумерация домов ведётся от Буммашевской улицы.

## Название
Улица появилась в 1964 году в строящемся микрорайоне «Буммаш» и была названа улицей Строителей.
25 сентября 1967 года решением исполкома городского совета Ижевска улица была переименована в улицу Дзержинского, в честь советского партийного деятеля Феликса Дзержинского.

## История

Памятник Ф. Э. Дзержинскому

В начале 1960-х годов в связи с возведением мощного завода бумагоделательных машин в северо-восточной части Ижевска развернулось массовое строительство пятиэтажных панельных домов. Район ижевских «Черёмушек» стал на тот момент самым современным в городе. В связи с отсутствием у домостроительного комбината опыта производства и декоративной отделки панелей, а также по причине с острой нехватки жилья улица Дзержинского застроена сугубо однообразно. Художники П. В. Жарский и В. А. Жарский попытались оформить торцы домов мозаичными панно из эпоксидной смолы, керамической плитки, битого стекла, гальки.
Резервные площади для строительства других зданий практически отсутствуют.

## Примечательные здания и сооружения
По нечётной стороне:
- № 5 — Администрация Индустриального района города Ижевска.
- № 9 — Ижевский Индустриальный техникум[6].
- Памятник Ф. Э. Дзержинскому.

По нечётной стороне:
- № 48а — Торговый центр «Кольцо».
- № 54 — Удмуртский республиканский колледж культуры.

## Транспорт
Улица Дзержинского является важной улицей для прохождения маршрутов общественного транспорта
Ижевска. По ней проходят маршруты троллейбусов №: 4, 7, 14; и маршруты автобусов №: 16, 16к, 22, 23, 26, 29, 39, 50.
Помимо этого, от остановки «Улица 9 Января» отходят автобусы пригородных маршрутов № 315 и № 320, связывающие Ижевск с селом Ягул и деревнями Хохряки, Русский Вожой и Сокол.